# Threshold Nunatak
Der Threshold Nunatak (englisch für Schwellen-Nunatak) ist ein isolierter Nunatak in der antarktischen Ross Dependency. In der Königin-Alexandra-Kette ragt er 8 km nordöstlich des Portal Rock an der Mündung des Tillit-Gletschers in den Lennox-King-Gletscher auf.
Die Benennung erfolgte auf Vorschlag des Geologen John Gunner von der Ohio State University, der während einer von 1969 bis 1970 durchgeführten Expedition hier Gesteinsproben eingesammelt hatte. Sie steht in Zusammenhang mit der Benennung des Portal Rock und seiner geographischen Lage am Tillite-Gletscher.